# Epidiaspis tuta
Epidiaspis tuta är en insektsart som beskrevs av Ferris 1941. Epidiaspis tuta ingår i släktet Epidiaspis och familjen pansarsköldlöss.
Artens utbredningsområde är Panama. Inga underarter finns listade i Catalogue of Life.